# Pekka Toivanen
Pekka Toivanen (* 27. September 1961) ist ein finnischer Jazzmusiker (Tenorsaxophon, Klarinette, Komposition).

## Leben und Wirken
Toivanen hatte ab dem Alter von zehn Jahren zunächst eine klassische Klavierausbildung; mit zwölf Jahren erhielt er Klarinettenunterricht. Ab den 1980er-Jahren spielte er in der finnischen Jazzszene u. a. in der Kulttus Big Band und der Brushane Big Band. 1983 war er einer der ersten Studenten an der Jazzabteilung der Sibelius-Akademie in Helsinki.
1987 gründete er ein eigenes Quartett; 1988 erschien sein Debütalbum Stick Around (Kompass Records). Von der Finnischen Jazzföderation wurde er 1987 ausgezeichnet; 1988 gewann er den zweiten Platz beim Wettbewerb des Jazzfestivals in Karlovy Vary.
Ab den 1990er-Jahren gehörte Toivanen der Espoo Big Band und dem UMO Jazz Orchestra an, für die er auch Kompositionen schrieb wie 1991 Breakfast für UMO. Daneben tourte er in Finnland mit seinem Quartett und der Sängerin Saara Soisalo. 1994 legte er sein zweites Album She Didn’t Like the Wallpaper (Love/Johanna) vor, bei dem das Trio Töykeät mitwirkte, 2006 die Produktion Arctic Brambles. In den folgenden Jahren arbeitete er u. a. auch mit Oiling Boiling, Wade Mikkola sowie als Leiter für regionale Orchester und als Komponist. Er ist auch auf Alben von Marit Ja Mikot und Kai Hyttinen zu hören.